# Alessandro Rossi
Alessandro Rossi (* 10. srpna 1967 Rimini) je sanmarinský politik a kapitán regent po dvě volební období.

## Životopis

### Vzdělání a kariéra
V roce 1986 promoval jako počítačový specialista na Istituto Tecnico Montanti ve Fermu, následně v roce 1992 absolvoval obor Elektronické inženýrství na Boloňské univerzitě. Profesní kariéru rozvíjí v oblasti informačních technologií.

### Politická činnost
V roce 1998 byl poprvé zvolen do Velké generální rady, v níž působil do roku 2013 za různé strany. V letech 1998–2001 za Sanmarinskou demokratickou pokrokovou stranu (Partito Progressista Democratico Sammarinese, PPDS), v letech 2001–2005 za Demokratickou stranu (Partito dei Democratici), kterou pomáhal zakládat, a v letech 2005–2013 za stranu Sjednocená levice (Sinistra Unita). Podruhé byl do Rady zvolen v roce 2023 jako člen opozičního hnutí DEMOS (Democrazia Solidale), k němuž se připojil o rok dříve.
Jako člen Rady byl autorem zákona schváleného 23. září 2004, který zrušil článek 274 sanmarinského trestního zákoníku, podle kterého se trestaly homosexuální vztahy, pokud vyvolaly veřejný skandál.
V letech 2006–2009 byl členem PACE, kde působil jako místopředseda Komise pro imigraci a uprchlíky.
Byl dvakrát zvolen kapitánem regentem San Marina, od 1. dubna do 1. října 2007 společně s Alessandrem Mancinim a v období od 1. dubna do 1. října 2024 společně s Milenou Gasperoniovou. Jeho březnová volba v roce 2024, která proběhla s podporou opozice, způsobila vládní krizi a následné rozpuštění Rady.